# Gewöhnlicher Hornhecht

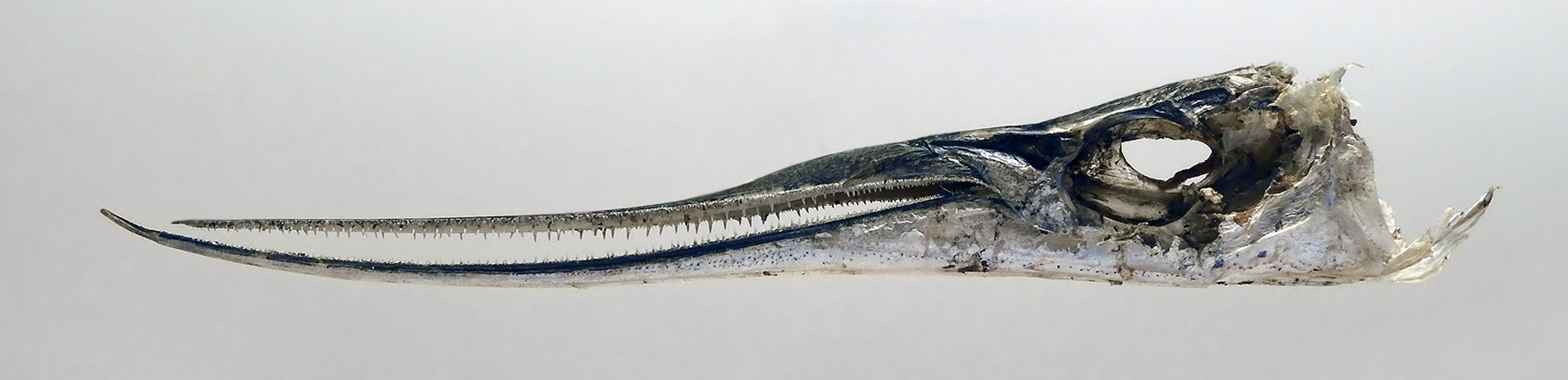
Hornhechtschädel

Der Gewöhnliche Hornhecht (Belone belone) ist ein sehr schlanker Meeresfisch, der im nordöstlichen Atlantik und seinen Nebenmeeren vorkommt.

## Merkmale

Verbreitungsgebiet (die hellblauen Gebiete werden nicht ständig bewohnt)

Der Gewöhnliche Hornhecht wird maximal etwa 90 Zentimeter lang und kann 1,3 kg schwer werden. Er bleibt aber für gewöhnlich bei einer Länge von 45 bis 70 Zentimeter und erreicht nur selten ein Gewicht von über einem kg. Die einzige Rücken- und die Afterflosse sitzen auf gleicher Höhe weit hinten, kurz vor dem Schwanzflossenstiel. Sie werden von 16 bis 20 bzw. von 10 bis 23 Flossenstrahlen gestützt. Die Schwanzflosse ist gegabelt. Die Wirbelzahl beträgt 75 bis 84. Beide Kiefer sind verlängert und bilden einen pinzettartigen Schnabel, der von vergleichsweise großen und weit außen platzierten Zähnen besetzt ist. Der Unterkiefer ist ein wenig länger als der Oberkiefer. Bei Exemplaren von mehr als 20 cm Länge ist auch das Pflugscharbein bezahnt. Das Skelett und die Gräten des gekochten Gewöhnlichen Hornhechts sind grün („Grünknochen“). Diese ungewöhnliche Färbung wird von dem harmlosen Farbstoff Biliverdin verursacht (s. auch Aalmutter).

## Unterarten und Verbreitung
Es werden drei Unterarten unterschieden,
- die Nominatform Belone belone belone (Linnaeus, 1760) im nordöstlichen Atlantik (Island und Nordnorwegen) über Nord- und westliche Ostsee bis zur Biskaya,
- Belone belone euxini Günther, 1866, im Schwarzen und Asowschen Meer, und
- Belone belone acus Risso, 1827, im Mittelmeer und den angrenzenden Regionen des Atlantik von Madeira über die Azoren, die Kanarischen Inseln bis nach Kap Verde.

## Lebensweise
Gewöhnliche Hornhechte sind Schwarmfische, die meist dicht unterhalb der Meeresoberfläche schwimmen. Sie ernähren sich als tagaktive Raubfische von kleinen Fischen wie Sandaalen, jungen Heringen, Sardinen und Sardellen. Ähnlich wie die Makrele unternehmen sie weite Fresswanderungen. Auf der Flucht vor ihren Fressfeinden, vor allem Delfinen und Thunfischen, springen sie weit aus dem Wasser oder durchstoßen schräg die Wasseroberfläche, um mit schnellen Schwanzflossenschlägen zu fliehen. Durch das spitze, knöcherne Vorderende der Hornhechte kann es zu Verletzungen auch von Menschen kommen, wenn die Fische in Angst sind.

## Fortpflanzung

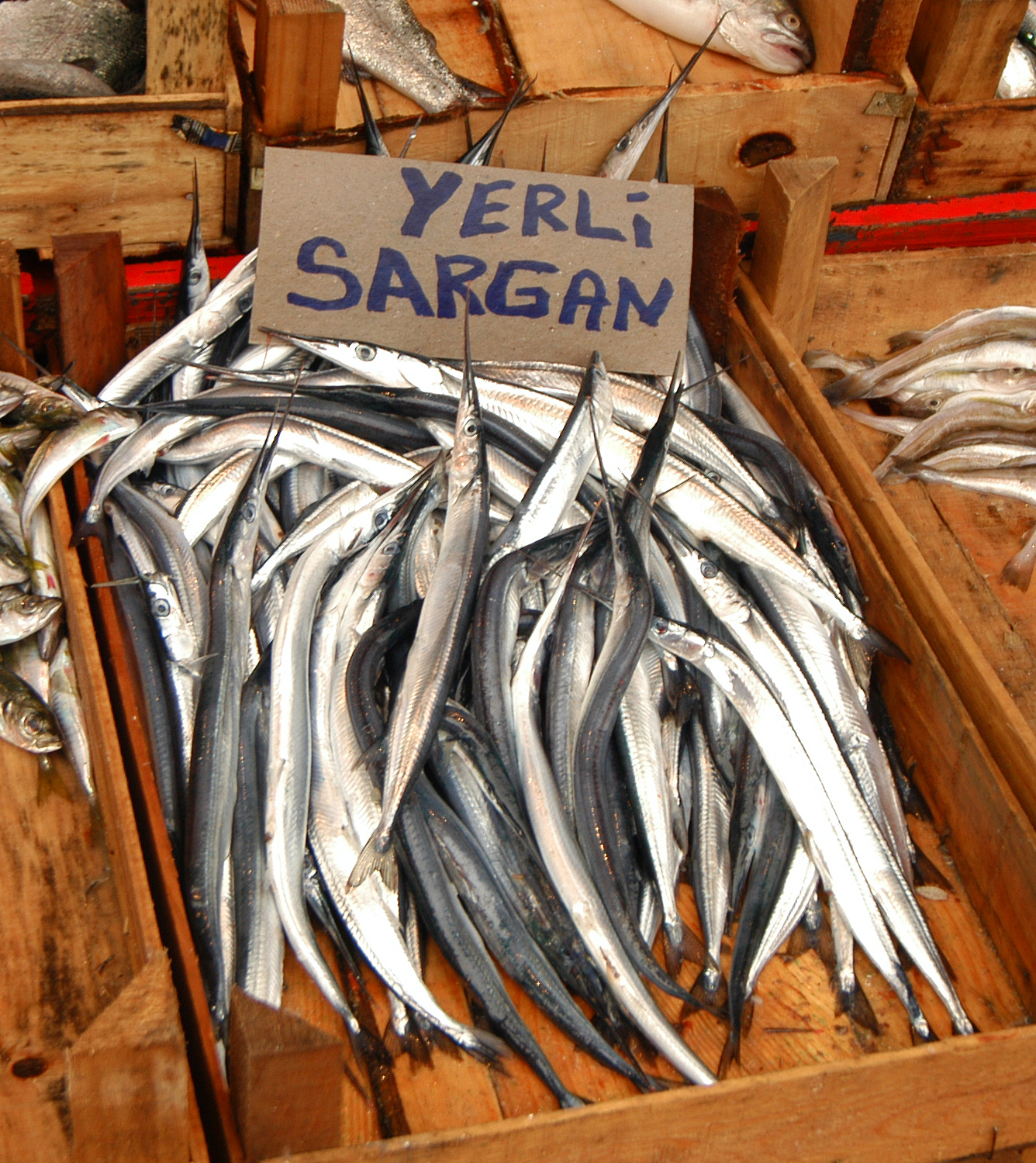
Hornhechte auf einem Markt in Samsun am Schwarzen Meer

Gewöhnliche Hornhechte laichen im flachen Wasser vor allem von Mai bis Juni, eventuell auch mehrmals im Jahr. Je nach Größe legen die Weibchen 1.000 bis 35.000 Eier, die einen Durchmesser von 3 bis 3,5 mm haben. Jeweils 60 bis 80 Eier werden mit 20 mm langen klebrigen Filamenten an Steine oder Aufwuchs geheftet. Die Larven schlüpfen nach drei bis fünf Wochen. Sie sind dann 13 mm lang und zeigen noch keinen verlängerten Oberkiefer. Bis zu einer Länge von 45 mm wächst zunächst der Unterkiefer, so dass die Tiere den verwandten Halbschnabelhechten gleichen. Mit einer Länge von 12 cm ähneln die Fische sodann den ausgewachsenen Tieren und zeigen einen schnabelartigen Kiefer, der oben nur wenig kürzer als unten ist. Die Geschlechtsreife erreichen sie mit einer Länge von 45 cm und einem Alter von zwei Jahren.

## Sonstiges
Gewöhnliche Hornhechte werden mit Stellnetzen und Schwimmleinen gefangen. Ihr weißes Fleisch wird frisch, als gefrorenes Fischfilet oder gegrillt und gebacken vermarktet und zubereitet.
Ein verbreiteter Name ist Hornfisch, zu DDR-Zeiten wurde auch der Name Arbeiter-Aal oder Maifisch verwendet.